# 孔雀舞
孔雀舞是亚洲的传统民族舞蹈，模仿孔雀的动作和外貌。在亚洲的不同地区发展出不同传统的孔雀舞，中华人民共和国云南省、缅甸、泰国、柬埔寨、印度尼西亚西爪哇、印度、斯里兰卡、孟加拉国都有这一舞蹈分布。

## 印度
印度的孔雀舞被称为“马伊拉坦舞”（泰米尔语：மயிலாட்டம்），由女性舞者身着孔雀服装跳舞，在庆祝丰收的庞格尔节中表演，印度泰米尔纳德邦、喀拉拉邦都有此习俗。

## 印度尼西亚

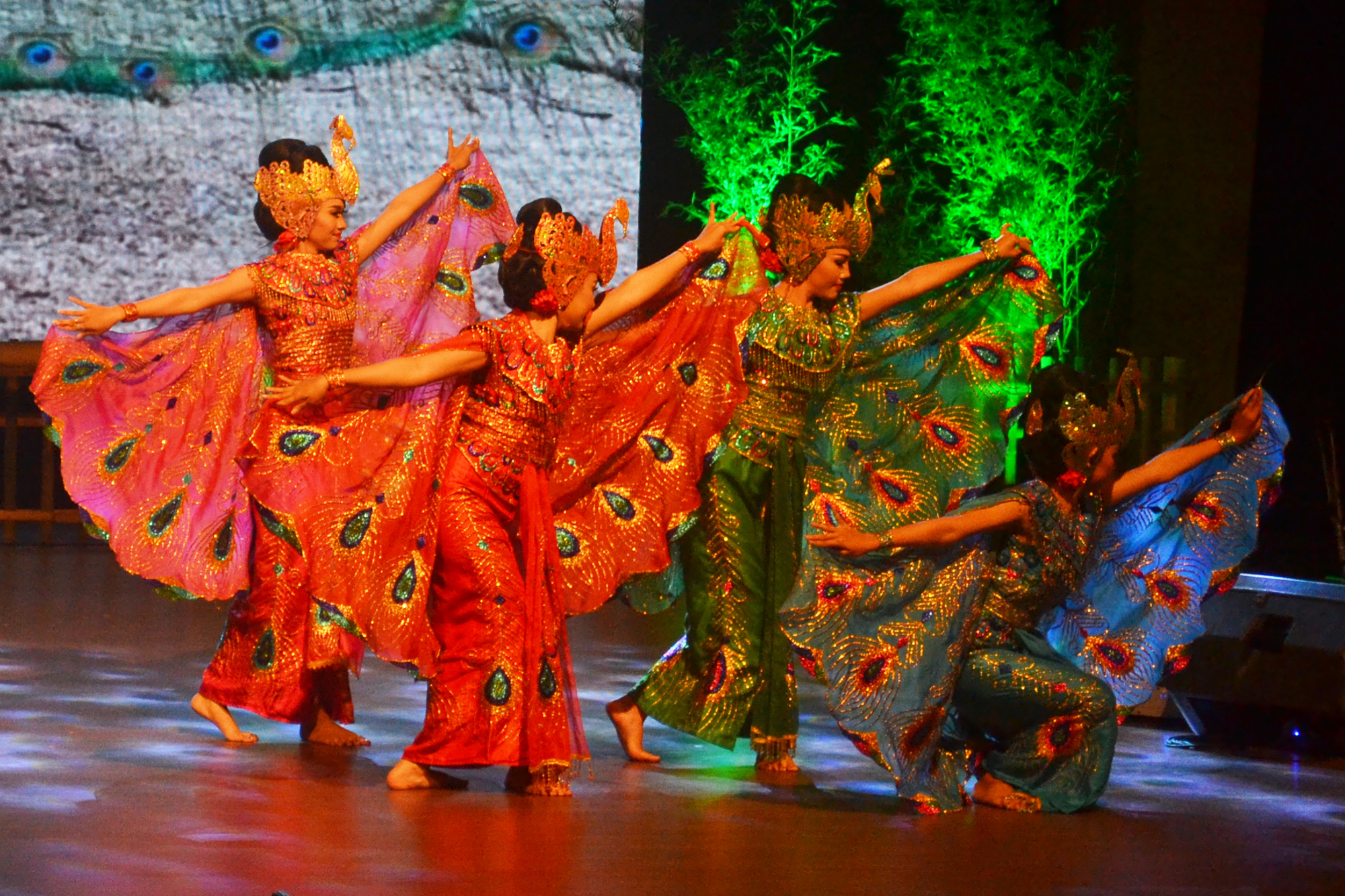
印尼西爪哇巽他族孔雀舞

印度尼西亚的孔雀舞流行于西爪哇省，由女性舞者表演，灵感来源于孔雀的动作和外形，并且融入了巽他舞蹈的经典动作，这是巽他族艺术家Raden Tjeje Soemantri在1950年代创作的舞蹈。巽他孔雀舞在盛大活动中为欢迎贵宾而表演，也会在婚礼中表演。巽他孔雀舞也是印尼在许多国际文化活动中表演的舞蹈，例如在斯里兰卡的康提佛牙节中。

## 图集

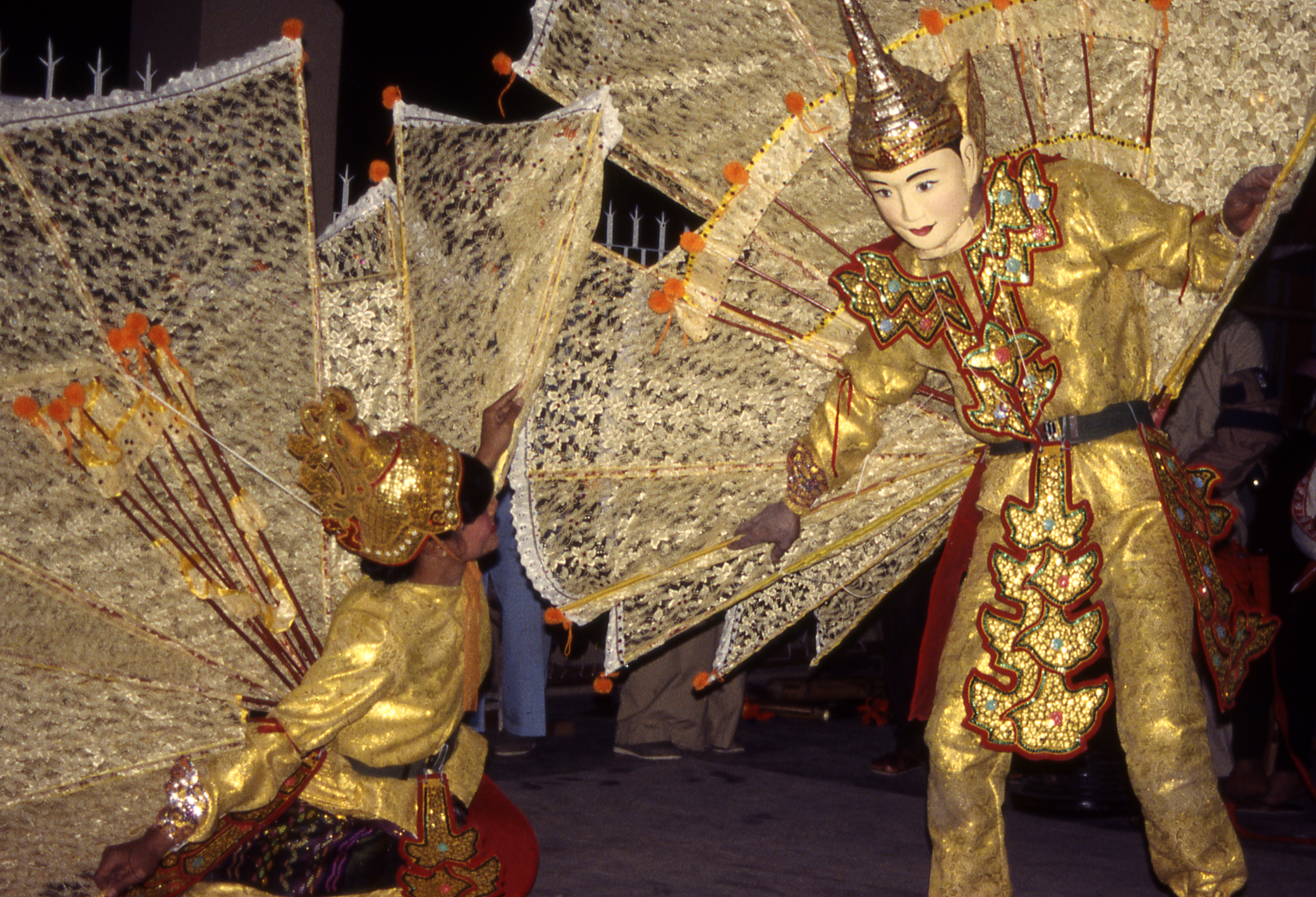
缅甸掸族孔雀舞
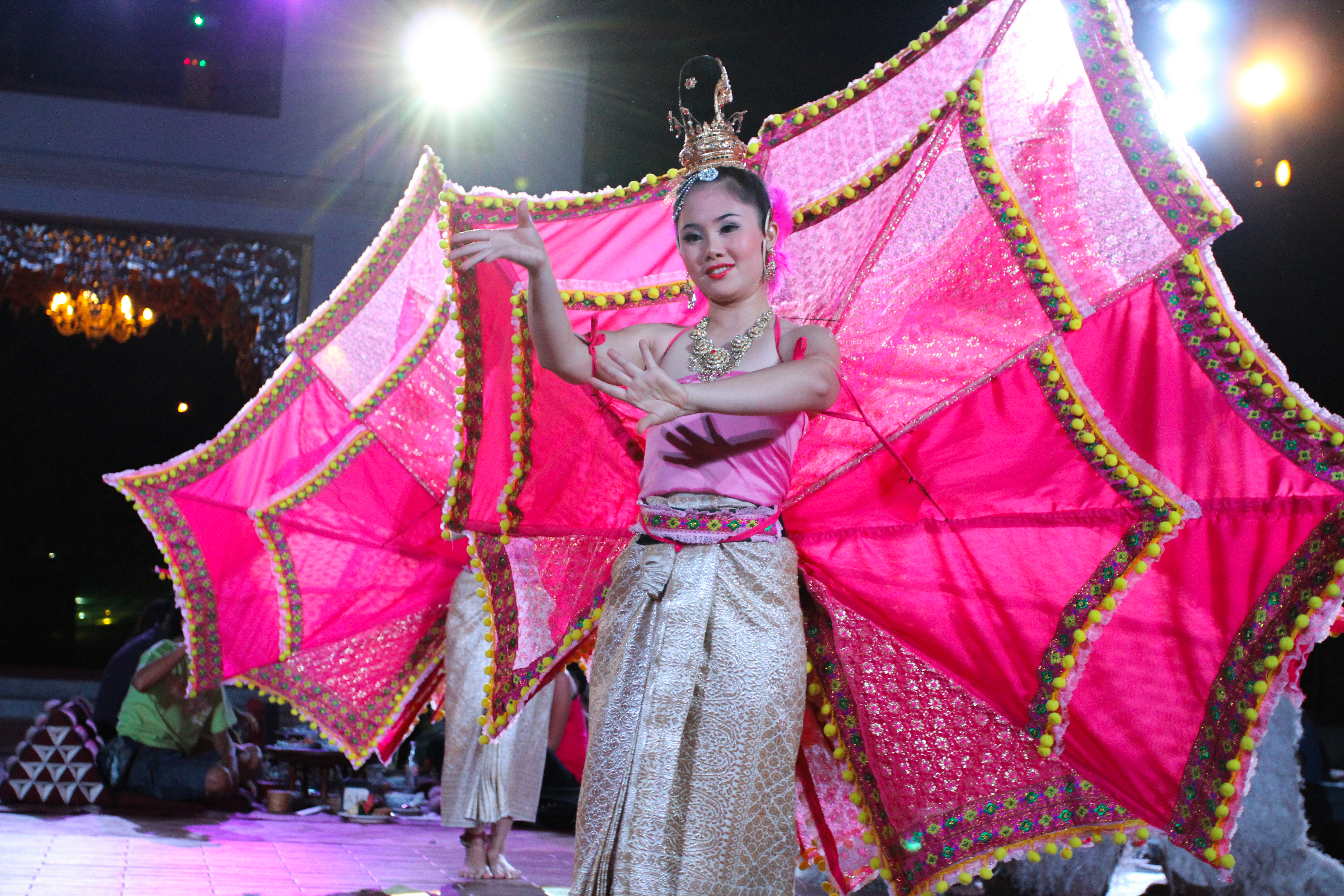
泰国清迈孔雀舞
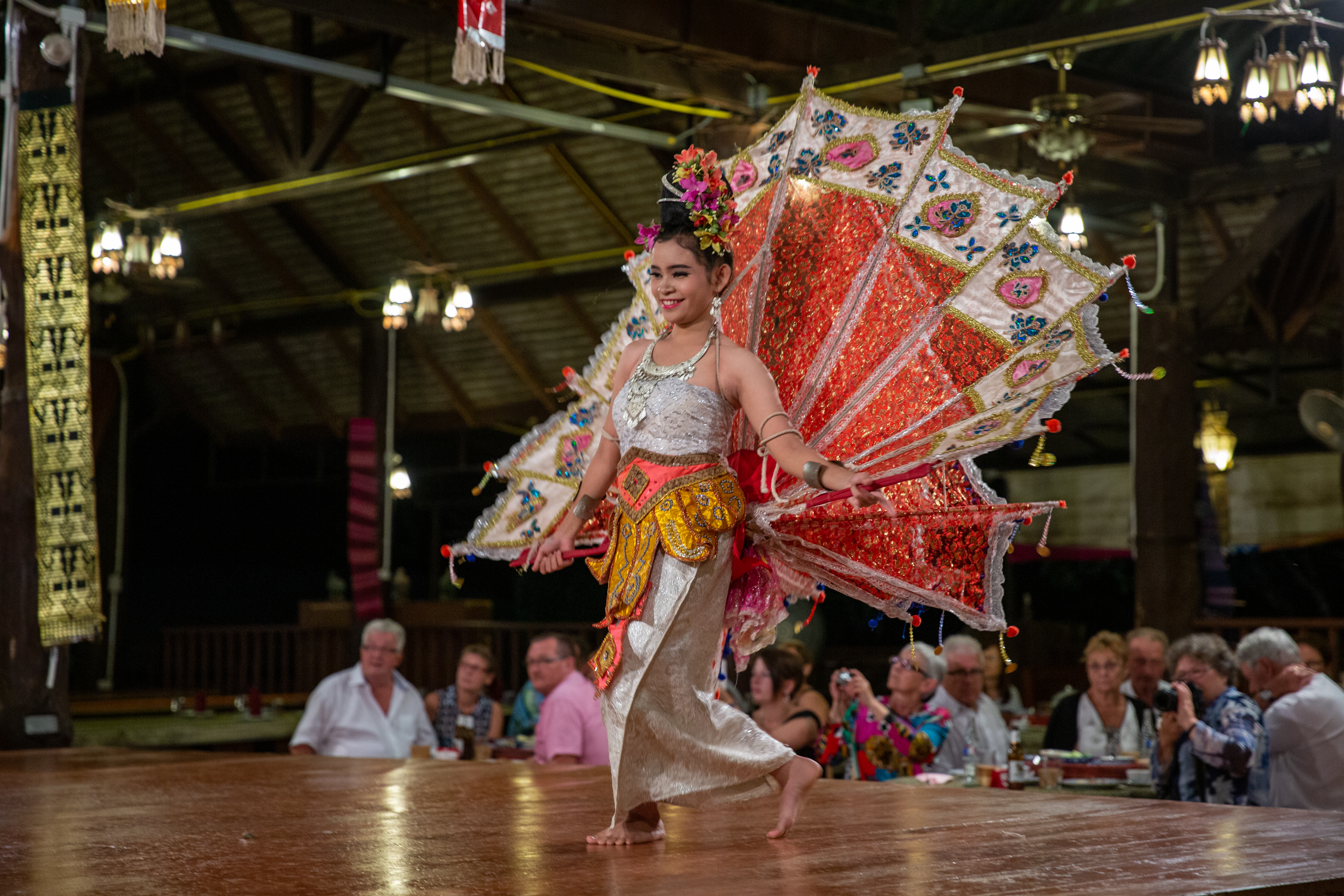
泰国清迈孔雀舞